# (32486) 2000 TY56
2000 TY56 (asteroide 32486) é um asteroide da cintura principal. Possui uma excentricidade de 0.12990960 e uma inclinação de 12.10631º.
Este asteroide foi descoberto no dia 2 de outubro de 2000 por LONEOS em Anderson Mesa.